# Elecciones generales de Jamaica de 1955
Elecciones generales tuvieron lugar en Jamaica el 12 de enero de 1955. El resultado fue una victoria para el Partido Nacional del Pueblo, el cual ganó 18 de los 32 escaños. La participación fue de 65,1%.

## Resultados
| Partido                        | Votos   | %    | Escaños | +/-   |
| ------------------------------ | ------- | ---- | ------- | ----- |
| Partido Nacional del Pueblo    | 245 750 | 50,5 | 18      | +5    |
| Partido Laborista de Jamaica   | 189 929 | 39,0 | 14      | -3    |
| Partido de los Agricultores    | 13 258  | 2,7  | 0       | Nuevo |
| Partido Laborista Nacional     | 6 004   | 1,2  | 0       | Nuevo |
| Movimiento Popular de Libertad | 647     | 0,1  | 0       | Nuevo |
| Partido Republicano            | 108     | 0,0  | 0       | Nuevo |
| Independientes                 | 30 948  | 6,4  | 0       | -2    |
| Votos en blanco/nulos          | 9 036   | –    | –       | –     |
| Total                          | 495 680 | 100  | 32      | 0     |
| Fuente: Nohlen                 |         |      |         |       |